# The Slim Shady LP
The Slim Shady LP – drugi studyjny album amerykańskiego rapera Eminema. Został wydany 23 lutego 1999 roku nakładem wytwórni Aftermath i Web.
Zadebiutował na 2. miejscu notowania Billboard 200 ze sprzedażą 283.000 egzemplarzy w pierwszym tygodniu. Album został zatwierdzony jako podwójna platyna przez RIAA. Do dzisiaj rozszedł się w ponad 4 milionach kopiach w samych Stanach Zjednoczonych. „Just Don't Give a Fuck” był pierwszym i jedynym undergroundowym singlem z albumu. Pierwszym oficjalnym singlem promującym kompozycję jest utwór „My Name Is”. The Slim Shady LP zdobył Grammy w kategorii Best Rap Album.
W 2003 album został sklasyfikowany na 273. miejscu listy 500 albumów wszech czasów magazynu Rolling Stone.

## Tło
W 1996 roku Eminem wydał album „Infinite”. Ten został chłodno przyjęty przez krytyków i sprzedał zaledwie 1.000 kopii. Eminem musiał zarobić na jedzenie dla żony i córki. Brał udział w różnych bitwach na rap, czyli we freestylach. Dzięki nim został doceniony przez podziemnych słuchaczy i czarnoskórych raperów. Został zauważony przez CEO Interscope- Jimmiego Iovine'a. Iovine puścił Dr. Dre demo Eminema „The Slim Shady EP”. W 1998 roku Dr. Dre zakontraktował Eminema. Biały raper już wtedy występował pod alter ego Slim Shady, które stworzył po porażce „Infinite”.

## Nagrywanie
Album został nagrany w Studio 8 w Michigan. Eminem pracę nad albumem wspominał tak: „Wchodziliśmy do studia, rozdzielaliśmy się i zostawaliśmy w studiu przez pieprzone dwa dni. Później umierałeś przez następne trzy dni. Później budziłeś się, puszczałeś materiał, mówiąc: 'Niech zobaczę co już zrobiłem'.” Pierwszym utworem nagranym na album był „My Name Is”. Tego samego dnia został nagrany utwór „Role Model”. „97 Bonnie & Clyde” i „Just Don't Give A Fuck” pojawiły się   na EP rapera z 1997 roku pt. „The Slim Shady EP”. W utworze „97 Bonnie & Clyde” rapuje o zabiciu swojej żony Kim. W utworze pojawia się głos jego córki Haillie. Raper później mówi tak: „Gdy dowiedziała się, że wziąłem naszą córkę do studia, by nagrać kawałek o tym, jak ją zabijam, cholernie się wściekła. Właśnie powróciliśmy do siebie kilka tygodni temu... potem puściłem jej ten kawałek i się wściekła”. „Ken Kaniff” to skit w którym pojawił się raper Aristotle.

## Muzyka i teksty
Głównymi producentami na albumie byli Dr. Dre, Bass Brothers oraz sam Eminem. Kyle Anderson z MTV pisał, że „beaty są pełne głęboko basowych halucynacji i tworzą ogromne i straszne piaskownice, które pozwalają się Eminemowi nimi bawić”. „ Cum On Everybody” zawiera dance'owy motyw, a w „My Name Is” możemy usłyszeć zsamplowane pianino.
Większość tekstów na albumie została napisana z perspektywy swojego alter-ego Slim Shady. Są to odważne, zabawne i sarkastyczne teksty. Shady potem powiedział: „Dlaczego ludzie nie mogą pojąć, że muzyka może być jak filmy? Jedyną różnicą między częścią z moich tekstów a filmami jest to, że nie widzicie ich na ekranie”. Eminem przez teksty na albumie został oskarżony o mizoginię. Potem wyjaśnił: „Mam raczej nieciekawe związki z kobietami... ale zwykle, gdy mówię o jakimś gównie o kobietach, gdy mówię o 'dziwkach' robię to w sposób tak absurdalny, że wykraczam z wizerunkiem stereotypowego rapera do maksimum. Nie jest tak, że ogólnie nie lubię kobiet. One po prostu czasem powodują, że jestem wściekły”. W „Brain Damage” Eminem rapuje o tym jak prześladowca spowodował u niego uraz mózgu. Został później za ten utwór pozwany do sądu przez D’Angelo Bailey, sprawcę urazu. Bailey oskarżył go o naruszenie prywatności. Utwór „Rock Bottom” napisał po wyrzuceniu go z restauracji, gdzie pracował tuż przed urodzinami jego córki.

## Odbiór komercyjny
Album zadebiutował na 2 miejscu notowania Billboard sprzedając w pierwszym tygodniu 283.000 sztuk. Album zadebiutował także na 1 miejscu notowania „R&B/Hip-Hop Albums”. Pozostał na liście Billboard 200 przez 100 tygodni, a na „R&B/Hip-Hop Albums przez 92 tygodnie. 10 dni po premierze album pokrył się platyną przez RIAA. 15 listopada 2000 roku  pokrył się poczwórną platyną. Zajął także 9 miejsce na cotygodniowej liście „Canadian Albums Chart” i pozostał na niej przez 12 tygodni. W Kanadzie sprzedał ponad 200.000 kopii. W Wielkiej Brytanii również pokrył się podwójną platyną.

## Odbiór krytyczny
Album zyskał na ogół pozytywne recenzje od krytyków. Krytycy chwalili styl pisania Slima. Stephen Thomas Erlewine z Allmusic dał albumowi 5/5 gwiazdek i napisał: „ (...) Lata później, kiedy ten szok po albumie już zanikł, to właśnie te umiejętności liryczne i ta subtelna wirtuozeria jego muzyki, które wciąż w jego muzyce istnieją, stworzyły 'The Slim Shady LP' jednym z najlepszych debiutów zarówno w hip-hopie jak i w muzyce pop”. David Browne z Entertainment Weekly dał albumowi ocenę C+. Soren Baker z Los Angeles Times, który dał krążkowi ocenę 3/4 napisał tak: „On nie boi powiedzieć się niczego; jego teksty są tak bystre, że potrafi stworzyć dźwięk morderstwa tak jakby to był zabawny akt, który spełnia dla zwykłego zabicia czasu”. Wielu krytyków doceniło dowcip Eminema oraz warstwę liryczną.

## Wyróżnienia
W 2003 roku album został wybrany na 233 miejsce listy magazynu Rolling Stone 500 najlepszych albumów wszech-czasów. Eminem zdobył z tym albumem Nagrodę Grammy w kategorii Best Rap Album. Singel „My Name Is” wygrał Nagrodę Grammy w kategorii Best Rap Solo Performance. „Ken Kaniff” znalazł się na 15 miejscu listy magazynu „Complex” „ 50 najlepszych Skitów Hip-Hopowych”, a „Public Service Announcement” znalazł się na 50 miejscu listy.

## Następstwa
Eminem dzięki temu albumowi stał się jednym z najbardziej rozpoznawalnych i kontrowersyjnych raperów na świecie. Wspominał to tak: „Podczas ostatnich świąt, było w cholerę prezentów pod choinką... Moja córka nie urodziła się w bogatej rodzinie. Ale teraz mogła dostać, na co zasłużyła. Nie mogę się odciągnąć od rozpieszczania jej”. Raper budził coraz większe kontrowersje głównie w USA. Bronił się mówiąc: „Mój album nie jest przeznaczony dla młodych dzieciaków. Ma znaczek o ostrzeżeniu ze względu na teksty, więc musisz mieć osiemnaście lat, żeby go zdobyć. Nie znaczy to, że młodsi nie zdobędą tego albumu, ale nie jestem odpowiedzialny za każdego dzieciaka. Nie jestem wzorem do naśladowania i nie przedstawiam siebie jako takiego”.

## Lista utworów
| Nr  | Tytuł utworu                           | Autor                                 | Producent             | Długość |
| --- | -------------------------------------- | ------------------------------------- | --------------------- | ------- |
| 1.  | „Public Service Announcement (skit)”   | Mathers, Jeff Bass                    |                       | 0:33    |
| 2.  | „My Name Is”                           | Mathers, Young, Siffre                | Dr. Dre               | 4:23    |
| 3.  | „Guilty Conscience (gośc. Dr. Dre)”    | Mathers, Young                        | Dr. Dre, Eminem       | 3:19    |
| 4.  | „Brain Damage”                         | Mathers, J. Bass                      | Bass Brothers, Eminem | 3:46    |
| 5.  | „Paul (skit)”                          | Mathers, Paul Rosenberg               |                       | 0:15    |
| 6.  | „If I Had”                             | Mathers, J. Bass, Mark Bass           | Bass Brothers, Eminem | 4:05    |
| 7.  | „'97 Bonnie & Clyde”                   | Mathers, J. Bass, M. Bass             | Bass Brothers, Eminem | 5:16    |
| 8.  | „Bitch (skit)”                         | Mathers, Zoe Winkler                  |                       | 0:19    |
| 9.  | „Role Model”                           | Mathers, Young, Melvin Breeden        | Dr. Dre, Mel-Man      | 3:25    |
| 10. | „Lounge (skit)”                        | Mathers, J. Bass, M. Bass             |                       | 0:46    |
| 11. | „My Fault”                             | Mathers, J. Bass, M. Bass             | Bass Brothers, Eminem | 4:01    |
| 12. | „Ken Kaniff (skit)”                    | Mathers, M. Bass, Aristotle           |                       | 1:16    |
| 13. | „Cum On Everybody”                     | Mathers, J. Bass, M. Bass             | Bass Brothers, Eminem | 3:39    |
| 14. | „Rock Bottom”                          | Mathers, J. Bass, M. Bass             | Bass Brothers         | 3:34    |
| 15. | „Just Don't Give a Fuck”               | Mathers, J. Bass, M. Bass             | Bass Brothers, Eminem | 4:02    |
| 16. | „Soap (skit)”                          | Mathers, J. Bass, Ryan Montgomery     |                       | 0:34    |
| 17. | „As the World Turns”                   | Mathers, J. Bass, M. Bass             | Bass Brothers, Eminem | 4:25    |
| 18. | „I'm Shady”                            | Mathers, J. Bass, M. Bass             | Bass Brothers, Eminem | 3:31    |
| 19. | „Bad Meets Evil (gośc. Royce da 5’9”)” | Mathers, J. Bass, M. Bass, Montgomery | Bass Brothers, Eminem | 4:13    |
| 20. | „Still Don't Give a Fuck”              | Mathers, J. Bass, M. Bass             | Bass Brothers, Eminem | 4:12    |
|     |                                        |                                       |                       | 59:34   |